# Escut d'Arties e Garòs
L'escut oficial d'Arties e Garòs té el següent blasonament:
Escut caironat: de sinople, una perla ondada d'argent acompanyada al cap d'una flor de lis d'argent.

## Història
Va ser aprovat el 9 de maig de 1994 i publicat al DOGC el 27 de maig del mateix any amb el número 1901.
Arties e Garòs és una entitat municipal descentralitzada dependent de l'ajuntament de Naut Aran.
L'escut representa la confluència dels rius Valarties i Garona al poble d'Arties, que és simbolitzat per la flor de lis, l'atribut de la Mare de Déu, patrona de la localitat. Igual com la resta d'entitats municipals descentralitzades, l'escut d'Arties e Garòs no porta corona.